# Sohr Damb
Koordinaten: 27° 41′ 20″ N, 66° 18′ 30″ O
Sohr Damb (auch als Nal bekannt) ist eine archäologische Fundstätte im heutigen Pakistan, in Zentralbelutschistan. Es ist der namensgebende Fundort der vorgeschichtlichen Nal-Kultur. Der Fundort ist etwa 4 ha groß und 13 m hoch. Die vier vorgefundenen Perioden mit jeweils mehreren Schichten datieren von 3800 bis 2200 v. Chr.

## Perioden
Die älteste Periode (Periode I) gehört dem Togau genannten Kulturkomplex an. Es konnten vor allem zahlreiche Bestattungen gefunden werden. Sie waren teilweise in kleinen Kammern untergebracht und enthielten bis zu 16 Skelette. Als Beigaben fand sich Keramik sowie Perlen aus Halbedelsteinen und Muscheln.
Mit der Periode II tritt die Nal-Kultur auf. Die Toten wurden nun in Einzelgräbern bestattet. Es gibt nur noch wenige Gefäße als Grabbeigaben. Die ergrabenen Lehmziegelhäuser sind meist klein. Es fand sich viel Gebrauchskeramik, aber auch die bunt bemalte typische Keramik der Nal-Kultur. Daneben gibt es Mahlsteine, Knochengeräte, Stierfigurinen und Perlen.
Die Periode III ist stark mit anderen Kulturen in der Gegend (Mehrgarh, Mundigak in Afghanistan) verwandt. Die Bauten aus Lehm wurden nun größer, es tritt nun Kupfer auf, während die Keramik einfacher wird. Kupfer und die Keramik wurden wohl vor Ort verarbeitet, bzw. hergestellt.
Die Periode IV ist stark gestört. Sie gehört der Kulli-Kultur und der Indus-Kultur an.

## Grabungen
Der Fundort wurde 1903 entdeckt. In den folgenden Jahren fanden diverse kleinere Grabungen statt, unter anderem auch von Sir Aurel Stein. Seit 2001 wird der Ort systematisch von dem Deutschen Archäologischen Institut und dem Department of Archaeology and Museums, Government of Pakistan ausgegraben.